# Селафиїл (лінійний корабель, 1840)
«Селафиїл» (рос. дореф. «Селафаилъ») — 84-гарматний вітрильний лінійний корабель типу «Султан Махмуд» Чорноморського флоту Російської імперії.

## Опис
Один із восьми вітрильних 84-гарматних лінійних кораблів типу «Султан Махмуд», що будувалися в Миколаєві з 1836 по 1845 рік. Прототипом серії послужив корабель «Силістрія». Кругла корма цих кораблів підвищувала міцність корпусу, в його наборі використовували металеві деталі, а прядив'яні канати замінили на якір-ланцюги. Водотоннажність корабля становила 3790 тонн, довжина між перпендикулярами — 60,2 метри, ширина — 16,3 метри, осадка — 7,2 метри.
Озброєння корабля в різні роки становило різну кількість гармат. Так, спочатку озброєння «Селафиїла» складалося з двадцти шести 36-фунтових довгоствольних гармат і чотирьох 1-пудових єдинорогів на нижній палубі. На верхній палубі розміщувалися тридцять дві 36-фунтові корткоствольні гармати. Ще вісім 18-фунтових довгоствольних гармат, десять 36-фунтових, дві 24-фунтові і дві 12-фунтові карронади знаходилися на баці і чвертьпалубі. 
У 1853 році озброєння дещо змінилося: з бака і чвертьпалуби було знято дві 24-фунтові і дві 12-фунтові карронади. У 1854 році на баці і чвертьпалубі озброєння складалося з двадцяти 36-фунтових карронад і восьми 18-фунтових гармат. До того ж було додано шість 18-фунтових гармат на кормі. Екіпаж корабля складав 750 осіб. 
Корабель названо на честь одного з восьми християнських архангелів Селафиїла. «Селафиїл» став останнім із чотирьох вітрильних лінійних кораблів російського флоту, названих іменем цього архангела.

## Історія
Закладений у Миколаєві на стапелі Спаського адміралтейства 28 серпня 1838 року, головний будівник — капітан корпусу корабельних інженерів В. Г. Апостолі. Після спуску на воду 10 липня 1840 року перейшов до Севастополя і увійшов до складу Чорноморського флоту Російської імперії.
У 1842 і 1843 роках у складі ескадр Чорноморського флоту брав участь у практичних плаваннях у Чорному морі. Під час військової кампанії Російської імперії у 1843 році в червні також перебував у складі ескадри, що перевозила війська 13-ї дивізії із Севастополя до Одеси, а в серпні—вересні — назад до Севастополя.
У 1844, 1845, 1847, 1849 і 1852 роках знову брав участь у практичних і крейсерських плаваннях ескадр Чорноморського флоту. Під час військової кампанії 1853 року 16 і 29 червня брав участь у навчальних боях, а під час навчальної атаки флоту на Севастопольський рейд 12 серпня перебував у складі оборонної сторони. У вересні того ж року корабель також брав участь у перевезенні 14-ї піхотної дивізії з Одеси до Севастополя.
Брав участь у Кримській війні, з 3 листопада 1853 року разом з кораблем «Уриїл» вийшов у крейсерство до мису Херсонес, де кораблі витримали сильний шторм, після якого обидва 11 листопада повернулися до Севастополя. 12 листопада у складі ескадри контрадмірала Ф. М. Новосильського кораблі знову вийшли в плавання для посилення ескадри віцеадмірала П. С. Нахімова, проте дорогою до Сінопа корпус корабля почав протікати, і обидва кораблі змушені були 14 листопада повернутися до Севастополя.
У квітні наступного 1854 року «Селафиїл» був поставлений на рейд біля Інженерної бухти. 11 вересня того ж року «Селафиїл» разом з іншими п'ятьма застарілими лінійними кораблями і двома фрегатами був затоплений на фарватері біля входу на Севастопольський рейд між Костянтинівською та Олександрівською батареями з метою загородження входу ворожих суден на рейд. Після війни під час розчищення Севастопольської бухти корпус корабля було підірвано.

## Командири
- Е. І. Вергопуло (8 листопада 1839 — 26 листопада 1847);
- П. І. Касторф (6 грудня 1847 — 1850);
- А. О. Зарін (1851—1854).